# 汕頭棱鯷
汕頭棱鯷（学名：Thryssa adelae）為輻鰭魚綱鲱形目鳀科的其中一種，分布於西北太平洋區的台灣及中國海域，棲息深度可達50公尺，本魚上頜骨長，末端伸越胸鰭第一鰭條的基部;首超頜骨小，呈橢圓形，背後鰓裂上部有暗斑，臀鰭軟條34-41枚，體長可達11公分，棲息在沿海，喜群游，可做為食用魚。

## 擴展閱讀
維基物種上的相關：汕頭棱鯷